# Langläuferiges Habichtskraut
Das Langläuferige Habichtskraut (Hieracium × longistolonosum) ist eine ausgestorbene Hybride, die aus den Elternarten Hieracium bauhini und Hieracium peleterianum innerhalb der Gattung der Habichtskräuter (Hieracium) entstanden ist. Es war ein in Bayern vorkommender Mikroendemit.

## Merkmale
Die gegabelten, mit abstehenden, langen Härchen bedeckten Stängel erreichten eine Wuchshöhe von 20 Zentimetern. Sie waren entweder blattlos oder besaßen ein kleines Blättchen an der unteren Hälfte. Die dicklichen Ausläufer waren sehr lang. Die Blütenköpfe waren ziemlich groß und unterhalb drüsig. Die lanzettlichen Rosettenblätter waren lang- und steifborstig, unterseits graufilzig und wie die Blattränder weichhaarig. Die Hüllblätter hatten entweder viele Drüsen und wenig Härchen oder wenig Drüsen und viele Härchen. Die Blütezeit war im Juni.

## Vorkommen und Status
Das Langläuferige Habichtskraut war nur von den Tegernheimer Bergen und dem Scheibelberg nahe der Ortschaft Donaustauf bei Regensburg bekannt. Nach einem Letztnachweis im Jahre 1937 gilt diese Pflanze als höchstwahrscheinlich ausgestorben.